# Lingue dell'Armenia

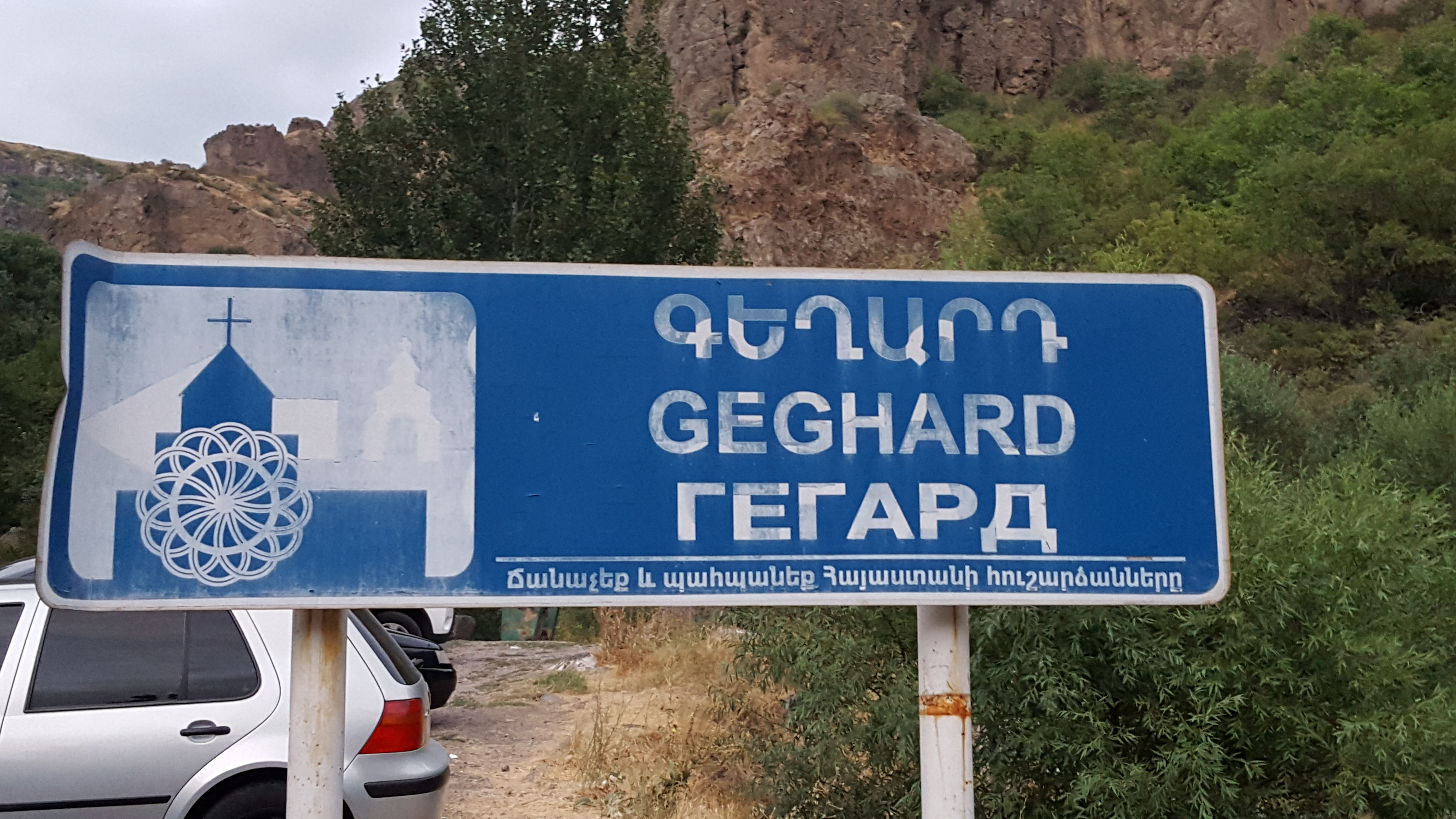
Un cartello multilingue (armeno-inglese-russo) presso il monastero di Geghard

L'Armenia è un paese etnicamente omogeneo, in cui l'armeno è la lingua ufficiale ed è parlata come prima lingua dalla maggior parte della sua popolazione.
Ad oggi, il russo è ancora di gran lunga la lingua straniera più conosciuta tra la popolazione armena. L'inglese sta guadagnando popolarità negli ultimi anni. Anche il francese e molte altre lingue iniziano a essere studiate e usate. Il kurmancî (o curdo settentrionale) è la più grande lingua minoritaria dell'Armenia parlata dalla minoranza yazida. Altre lingue minoritarie riconosciute dal governo armeno sono l'assiro, il greco e il russo.

## Status dell'armeno
L'articolo 20 della Costituzione dell'Armenia afferma che: "La lingua di Stato della Repubblica di Armenia è l'armeno".
L'armeno è una delle lingue principali utilizzate nell'istruzione, nell'amministrazione e nella vita pubblica. L'armeno appartiene a un ramo indipendente della famiglia linguistica indoeuropea e utilizza un unico alfabeto di 36 lettere inventato nel V secolo, che dall'inizio del XX secolo contiene 39 lettere.
L'Armenia ha avuto maggior successo dei tre stati del Caucaso meridionale (ovvero Azerbaigian e Georgia) nella de-russificazione linguistica dopo il crollo dell'Unione Sovietica.

## Lingue straniere

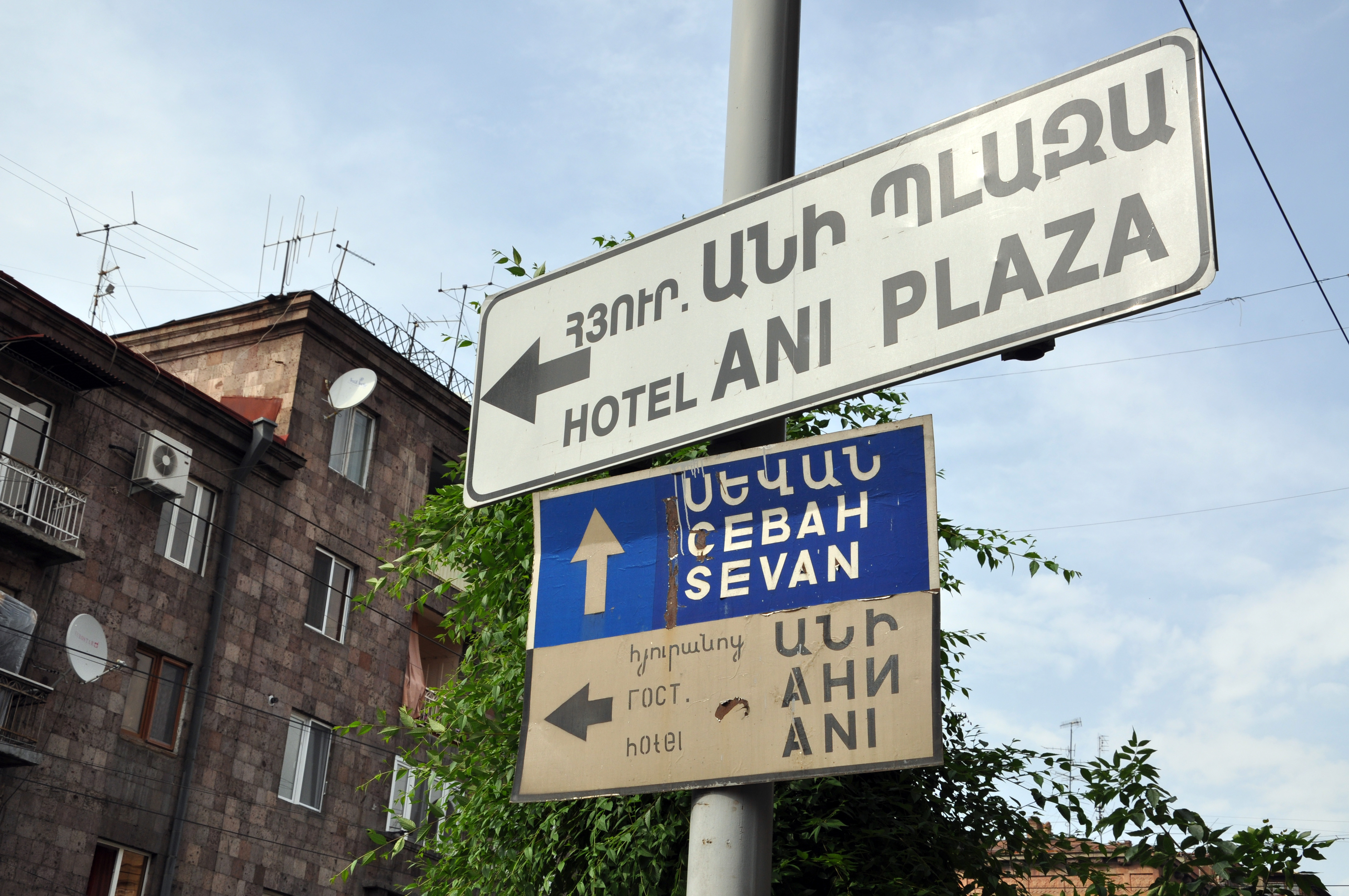
Come si vede nell'immagine, la maggior parte dei segnali stradali dell'era sovietica a Yerevan sono in armeno, russo e (non sempre) in inglese, mentre la maggior parte dei segnali dell'era dell'indipendenza sono in armeno e inglese.

Per ragioni politiche e storiche, il russo è la lingua straniera più comune parlata dalla maggior parte degli armeni. L'inglese è la seconda lingua straniera in più rapida crescita in Armenia.
Esistono università in russo, inglese e francese nella capitale dell'Armenia, Yerevan. I corsi di studio sono disponibili in numerose lingue nelle università armene, in particolare l'Università statale in Lingue di Yerevan.

### Lingua russa
Il russo è di gran lunga la lingua straniera più comune in Armenia. Sebbene il suo livello di competenza sia notevolmente diminuito dall'indipendenza dell'Armenia nel 1991, il ministero degli Affari esteri russo, nel 2010, ha riferito che circa il 70% della popolazione armena ha la capacità di parlare russo. Uno studio del 1999 ha dimostrato che circa il 40% della popolazione parla correntemente il russo. Le stazioni televisive in lingua russa (quattro nel 2003) e i giornali sono ampiamente disponibili in Armenia. Un sondaggio d'opinione del 2012 ha mostrato che il 94% degli armeni ha una conoscenza di base del russo, il 24% ha una conoscenza avanzata, il 59% una conoscenza intermedia e l'11% ha una conoscenza della lingua da principiante.
L'intera area dell'attuale Repubblica d'Armenia, fu annessa all'Impero Russo all'inizio del XIX secolo. Da allora il russo è stato di grande importanza nella vita e nella storia dell'Armenia. Fondamentalmente, dal 1828 al 1918 e dal 1921 al 1991 tutta la nomenclatura ufficiale è stata fatta in russo, poiché era la lingua amministrativa di quei periodi. All'inizio del XX secolo, si stimava che solo il 3-4% degli armeni sapesse leggere o parlare russo.
La rapida russificazione iniziò durante il periodo sovietico, in particolare dopo l'ascesa al potere di Stalin a metà degli anni '30, quando il russo divenne lingua franca dell'Unione Sovietica. Fino al 1990 la lingua russa era ampiamente applicata insieme all'armeno. Nel 1988, quasi 100.000 studenti armeni nella repubblica hanno frequentato scuole di lingua russa. Il russo era la lingua principale della ricerca accademica, sebbene la costituzione dell'Armenia avesse riconosciuto l'armeno come lingua ufficiale. Negli anni '80 oltre il 90% delle pratiche amministrative dell'Armenia erano condotte in russo.
Dal 1991 la situazione è cambiata radicalmente. Quasi in tutte le istituzioni educative il processo di insegnamento è stato eseguito in armeno, anche nei dipartimenti russi di college e università. Pertanto, la lingua russa ha perso il suo statuto di seconda lingua madre ed è stata classificata come lingua straniera. Tutti questi fattori hanno determinato cambiamenti nella struttura del funzionamento della lingua. Il numero assoluto di studenti di lingua russa si è notevolmente ridotto.
Il censimento del 2001 ha rivelato un numero di 29.563 persone con il russo come lingua madre, di cui 14.728 erano etnici armeni. Molti rifugiati armeni di Baku e di altre città dell'Azerbaigian parlano solo russo.
Secondo il sondaggio dell'Organizzazione Gallup, il 73% degli armeni nel 2006 e il 75% nel 2007 ha affermato di ritenere molto importante che i bambini del paese imparino il russo.
Secondo il censimento armeno del 2011, 23.484 persone o lo 0,8% dei cittadini armeni parlavano russo come prima lingua, 11.859 degli oratori erano armeni, 10.472 parlanti russi e gli altri 1.153 erano di altre etnie. Oltre a coloro che parlano il russo come prima lingua, 1.591.246 persone o il 52,7% dei cittadini dell'Armenia parlano russo come seconda lingua.

### Lingua inglese
La popolarità dell'inglese è cresciuta dall'indipendenza dell'Armenia nel 1991. Di anno in anno, sempre più persone tendono a imparare la lingua inglese. In contrasto con gli ultimi decenni, il numero di scuole armene che insegnano l'inglese è gradualmente cresciuto . L'inglese è ancora molto indietro rispetto al russo in termini di conoscenza tra gli armeni. Secondo un sondaggio del 2012, il 40% degli armeni ha una conoscenza di base dell'inglese e solo il 4% ha una conoscenza avanzata dell'inglese, il 16% di livello intermedio e il 20% da principiante. Tuttavia, l'inglese è preferibile per gli armeni rispetto al russo. Il 50% degli armeni pensa che l'inglese dovrebbe essere insegnato nelle scuole secondarie pubbliche rispetto al 44% che preferisce il russo.
La CNN ha iniziato a trasmettere regolarmente in Armenia nel 2002. The Times è disponibile presso i chioschi.
L'American University of Armenia, un'affiliata dell'Università della California, è stata fondata nel 1991 e offre insegnamenti che portano a un master in otto campi di studio e insegnamento dell'inglese come lingua straniera. Offrendo questi programmi in inglese, l'AUA si sforza di diventare accessibile a persone qualificate di altri paesi della regione.

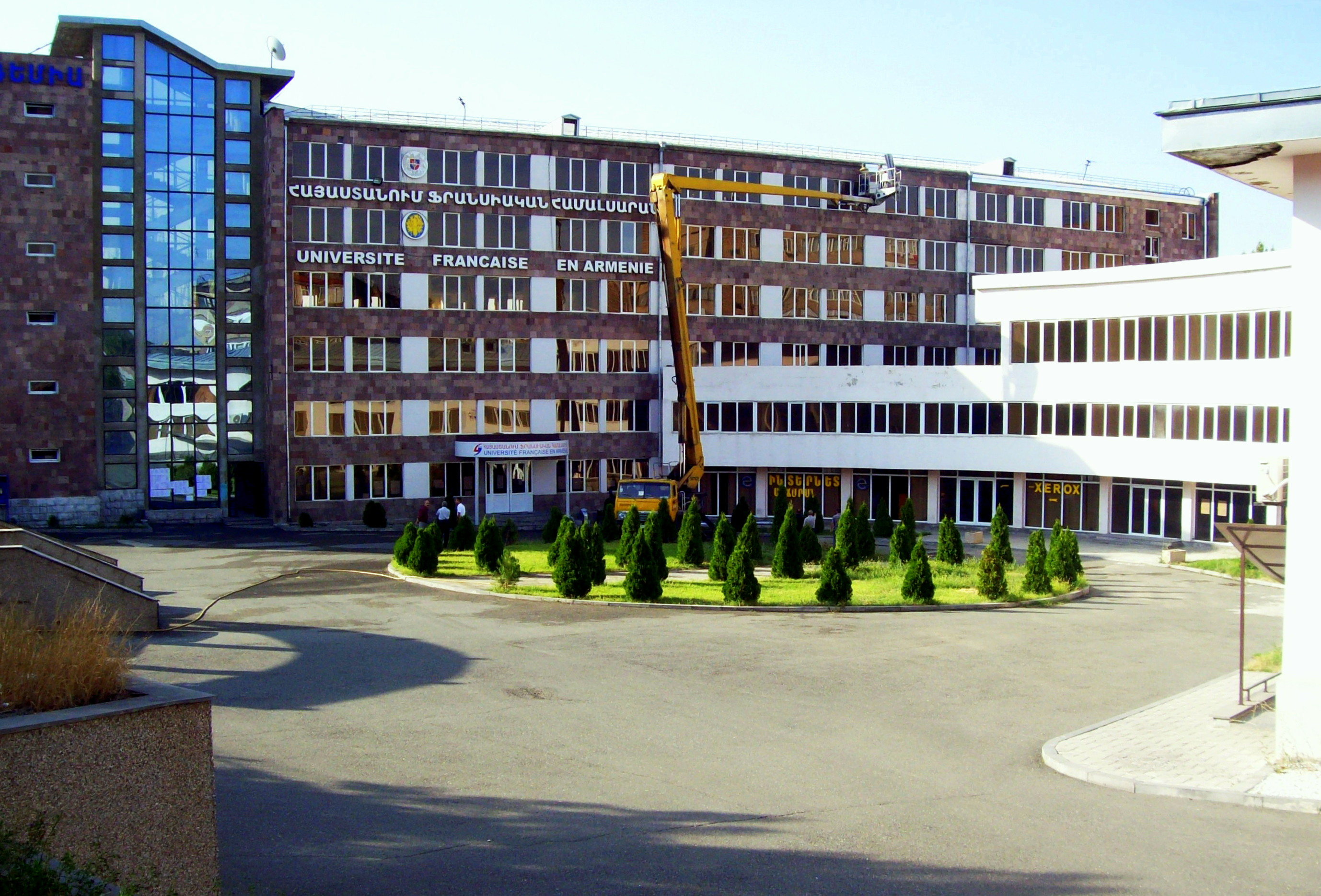
L'Università francese in Armenia

Secondo il censimento armeno del 2011, 107.922 cittadini armeni o il 3,6% della popolazione armena possono parlare inglese come seconda lingua. 107.002 degli anglofoni di seconda lingua sono di etnia armena, gli altri 920 sono di altre etnie.

### Altre lingue
Le altre lingue straniere comuni in Armenia includono francese, tedesco, italiano, spagnolo, persiano, azero. Dal 2008 l'Armenia è membro associato della Francofonia  diventandone membro a pieno titolo nell'ottobre 2012. L'università denominata Fondation Université Française en Arménie (Università francese in Armenia) fu fondata nel 2000 secondo l'accordo tra il governo armeno e quello francese. Con 600 studenti, l'UFAR è la più grande università francese in un paese non francofono.
Secondo il censimento armeno del 2011 ci sono 10.106 persone che parlano francese come seconda lingua (10.056 degli oratori sono armeni etnici), 6.342 persone che parlano tedesco come seconda lingua (6.210 degli oratori sono armeni di etnia), 4.396 parlanti di persiano (4.352 degli altoparlanti sono armeni etnici) e 29.430 persone parlano altre lingue come seconda lingua (25.899 degli altoparlanti sono armeni etnici). Molti armeni parlano l'azero come seconda lingua, poiché il paese ha accolto 370.000 rifugiati armeni dall'Azerbaigian, compreso l'ex Oblast' Autonoma del Nagorno Karabakh durante la prima guerra del Nagorno Karabakh, durata dal 1988-1994.

## Lingue minoritarie
L'armeno ha aderito alla Carta europea delle lingue regionali o minoritarie nel 2001, che protegge le lingue delle minoranze: assiro, greco, russo e curdo settentrionale.

### Curdo
Gli yazidi sono la minoranza più numerosa in Armenia. Secondo il censimento del 2001, 40.620 persone si sono identificate come yazidi e 1.519 come curdi. La stessa fonte ha mostrato un numero di 31.310 persone con il curdo come lingua madre.
Secondo il censimento armeno del 2011, vi erano 37.403 curdi (35.272 yazidi e 2.131 curdi non yazidi) in Armenia. 33.509 cittadini armeni parlano curdo come prima lingua.

### Russo
Il censimento del 2001 ha rivelato 29.563 persone con il russo come lingua madre, di cui 12.905 erano di etnia russa.
Secondo il censimento armeno del 2011, vi erano 11.862 russi in Armenia, 10.472 di loro parlano russo come prima lingua, gli altri 1.390 russi parlano altre lingue come prima lingua (1.328 russi parlano armeno come prima lingua). Oltre ai russi etnici, 13.012 non russi parlano russo come prima lingua (11.859 di loro sono armeni etnici e gli altri 1.153 russi sono di altre etnie. Oltre a coloro che parlano il russo come prima lingua, 1.591.246 persone o il 52,7% dei cittadini armeni parlano russo come seconda lingua

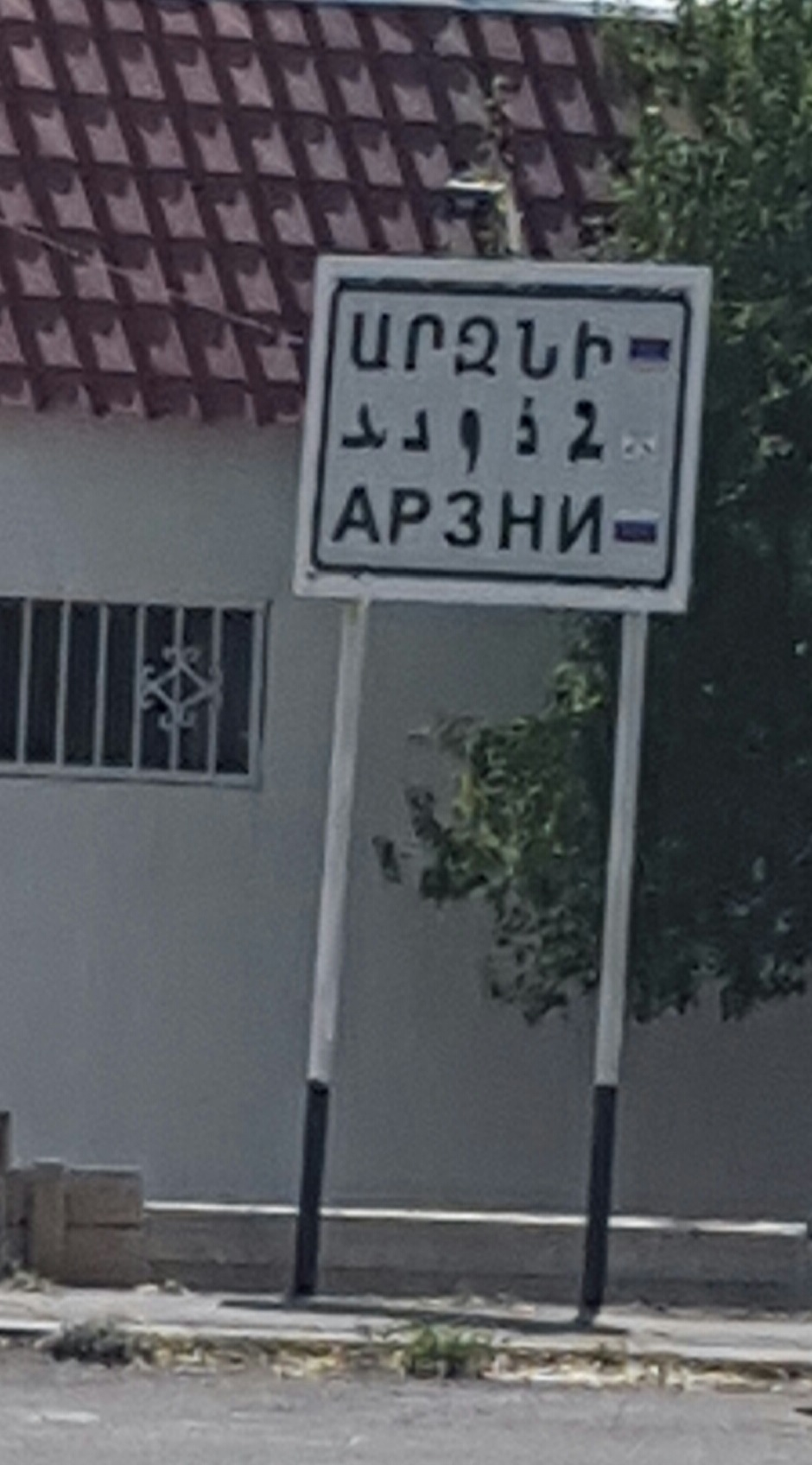
Un cartello multilingue (armeno, assiro, russo) all'ingresso di Arzni.

### Assiro
Il neo-aramaico assiro è parlato dalla minoranza assira di 3.000 armeni.
Secondo il censimento armeno del 2011 vi erano 2.769 assiri in Armenia. Ci sono 2.402 persone che parlano il neo-aramaico assiro come prima lingua, 2.265 dei parlanti sono etnici assiri, mentre gli altri 137 parlanti sono di altre etnie (125 sono armeni etnici).

### Ucraino
Secondo il censimento armeno del 2011 ci sono 1.176 ucraini in Armenia. Ci sono 733 persone che parlano ucraino come prima lingua in Armenia, 606 di loro sono di etnia ucraina, gli altri 127 di lingua ucraina sono di altre etnie (106 di loro sono di etnia armena).

### Greco
Sebbene i greci armeni siano per lo più multilingue (che parlano greco, armeno e russo), la forte comunità greca di 1.176 ha mantenuto il dialetto greco del Ponto come lingua madre.
Secondo il censimento armeno del 2011 ci sono 900 greci in Armenia. Negli anni '70 la comunità greca dell'Armenia contava in 6.000, ma molti emigrarono in Grecia, soprattutto dopo la caduta dell'Unione Sovietica nel 1991. Come altre piccole comunità, i greci dell'Armenia parlano principalmente russo, anche se molti, specialmente della vecchia generazione, hanno la capacità di parlare il greco del Ponto, un dialetto greco, originario della sponda meridionale del Mar Nero (la regione del Mar Nero dell'odierna Turchia). Il censimento armeno del 2011 non ha citato il numero di persone che parlano greco come prima lingua, anche se si può sapere che non è più di 733, poiché l'ucraino era la lingua con il minor numero di parlanti segnalati.

## Lingue storiche

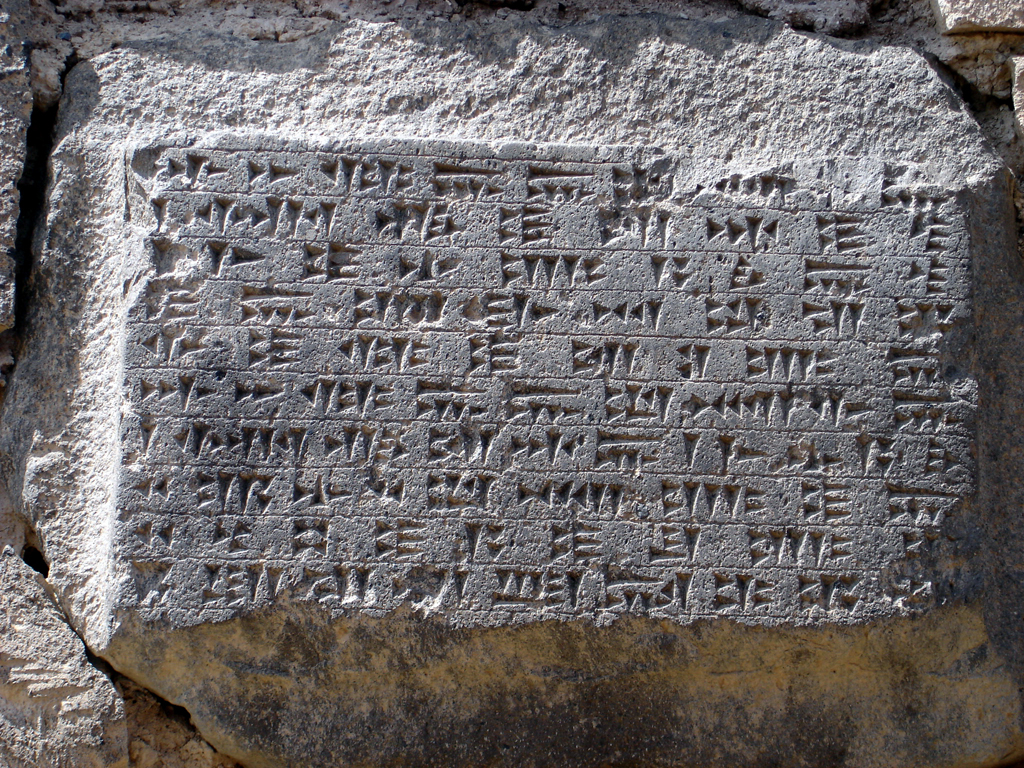
Il "certificato di nascita" di Yerevan nella fortezza di Erebuni - un'iscrizione cuneiforme lasciata dal re Argishti I di Urartu su una lastra di pietra basaltica intorno alla fondazione della città nel 782 a.C.

La prima lingua che è stata registrata per essere parlata nell'altopiano armeno è la lingua hurrita, parlata nel regno di Mitanni e in parti dell'Armenia dal 2300 a.C. circa ed era per lo più scomparsa entro il 1000 a.C. Seguì la lingua urartea che fu parlata dagli abitanti dell'antico regno di Urartu che si trovava nella regione del Lago Van, con la sua capitale vicino al sito della moderna città di Van nell'Altopiano armeno, nell'odierna Turchia. Si sostiene sulla base delle prove linguistiche che il proto-armeno entrò in contatto con Urarteo in una data precoce (3°-2° millennio a.C.), prima della formazione del regno di Urartu. Probabilmente era parlato dalla maggioranza della popolazione intorno al lago Van e nelle zone lungo l'alta valle di Zab. Attestato per la prima volta nel IX secolo E.V, Urarteo cessò di essere scritto dopo la caduta dello stato di Urartu e presumibilmente si estinse a causa della caduta di Urartu. Alcuni ipotizzano che sia stato sostituito da una prima forma di armeno, anche se è solo nel V secolo E.V. che compaiono i primi esempi scritti di armeno.
L'armeno era generalmente riconosciuto come un ramo separato della famiglia indoeuropea e l'Armenia era considerata parte della lingua persiana dagli studiosi occidentali fino al 1870 quando fu riconosciuta come lingua indoeuropea separata. Il greco e il siriaco furono le lingue della Chiesa apostolica armena dal giorno della sua creazione (301 d.C.) al 405 d.C., quando Mesrop Mashtots inventò l'alfabeto armeno.
Secondo il censimento russo del 1897 le principali lingue parlate nel Governatorato di Erivan, parzialmente corrispondenti all'attuale territorio dell'Armenia, erano armeno (441.000), turco (indicato come tartaro prima del 1918; 313.176), curdo (49.389), russo (13.173 ), assiro (2.865), ucraino (2.682), polacco (1.385), greco (1.323), ebraico (non specificato, principalmente yiddish; 850), Tat (709), georgiano (566).